# Elaphoglossum jowaiense
Elaphoglossum jowaiense là một loài dương xỉ trong họ Dryopteridaceae. Loài này được A.Biswas & S.R.Ghosh mô tả khoa học đầu tiên năm 1983.
Danh pháp khoa học của loài này chưa được làm sáng tỏ. 